# José María Zeledón Brenes
José María Zeledón Brenes (San José, 27 aprile 1877 – Esparta, 6 dicembre 1949) è stato un poeta, giornalista e politico costaricano, autore del testo dell'inno nazionale della Costa Rica.
Nel 1977 è stato dichiarato eroe della Patria.

## Biografia
Di modeste origini e autodidatta, nel 1903 partecipa, vincendo, al concorso pubblico per la creazione del nuovo testo dell'inno costaricano.
Nel frattempo si guadagna da vivere come ragioniere, lavorando per enti pubblici e piccole imprese private.
È stato sindaco del comune di San Jose fino al 1936.
Ha scritto una raccolta di poesie, Musa Nueva, e due libri di racconti per bambini, Jardín para niños e Alma infantil.
È stato anche giornalista e direttore di diverse pubblicazioni periodiche, in cui ha cercato di denunciare la corruzione di alcuni politici. A causa di ciò è stato denunciato ed anche arrestato e gravemente martoriato nel 1948, durante la guerra civile.
Successivamente è stato eletto come deputato al Parlamento della Costa Rica.
Nel 1946 è stato nominato Segretario Generale del Ospedale San Juan de Dios, una posizione che ha avuto fino al 1949.
È morto a Esparta nel dicembre del 1949.